# Joseph Jean Pierre Laurent

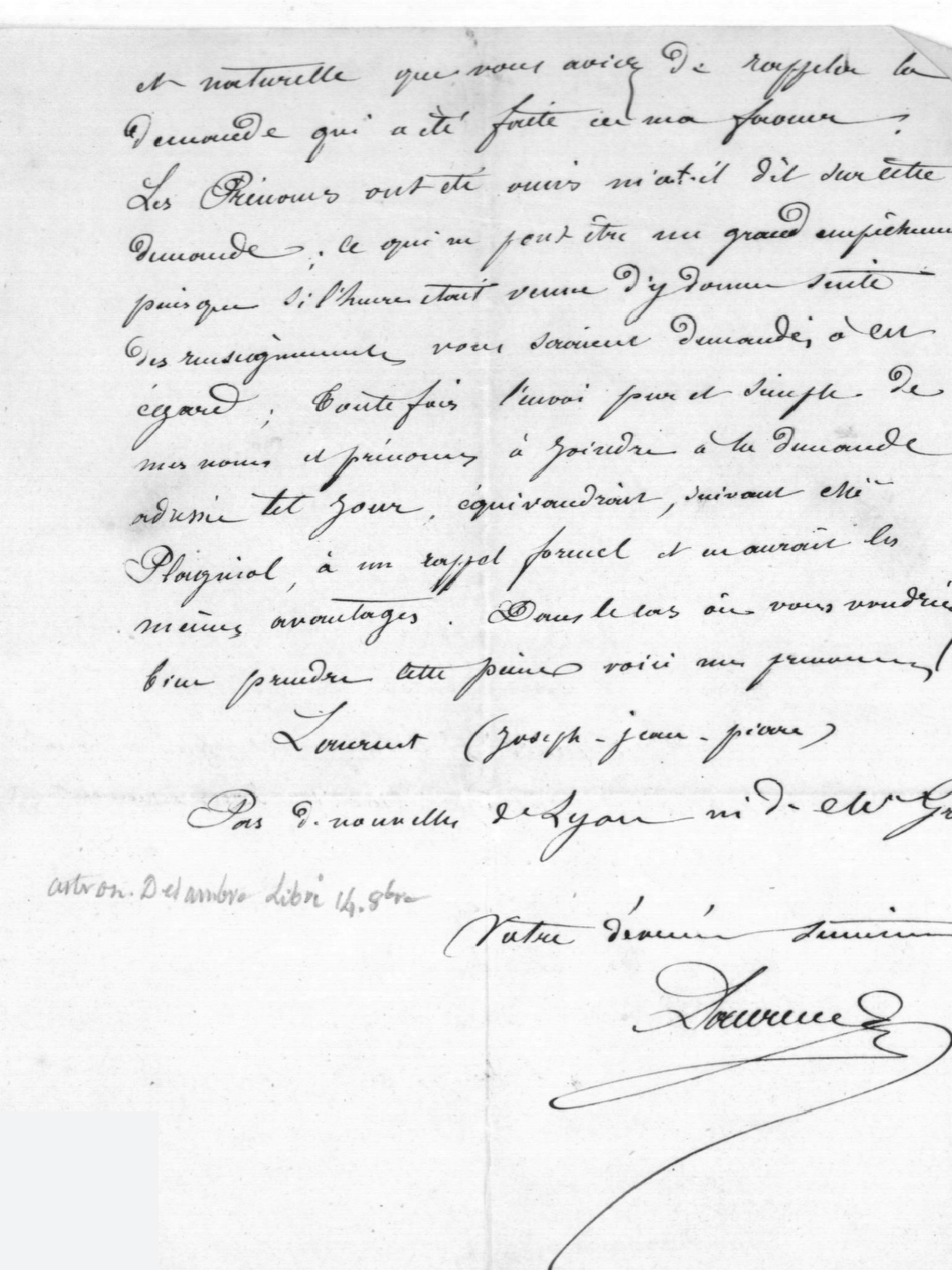
Ostatnia strona listu Laurenta do Benjamina Valza z 5 września1858.

Joseph Jean Pierre Laurent (lub J. J. P. Laurent) – francuski astronom amator, który 22 stycznia 1858 roku odkrył planetoidę (51) Nemausa.

## Życiorys
Nie dokonał żadnych innych odkryć i praktycznie nic nie wiadomo o jego życiu, oprócz tego, że był asystentem astronoma Benjamina Valza w Nîmes. Édouard Stephan opisał go jako „bardzo zdolnego młodego człowieka” (un jeune homme très habile). Laurent prowadził obserwacje w prywatnym obserwatorium znajdującym się na dachu domu należącego do Benjamina Valza. Gdy Valz przeniósł się do Marsylii, gdzie objął kierownictwo nad tamtejszym obserwatorium, przekazał opiekę nad domem Laurentowi, który w późniejszym czasie odkrył tu planetoidę. Na ścianie domu znajdującego się przy 32 rue Nationale w Nîmes umieszczono pamiątkową tablicę upamiętniającą to odkrycie.
Na cześć Laurenta jedną z planetoid nazwano (162) Laurentia.